# 프라임타임 에미상
프라임타임 에미상(Primetime Emmy Awards)은 미국 텔레비전 예술과학 아카데미가 그 해 미국에서 황금시간대(Primetime) 텔레비전 프로그램 중 우수한 작품과 그 외 실적에 대해 주는 상을 말한다. 전 세계 텔레비전 시상식 중 최고 권위로 평가받으며, 미국의 4대 연예 시상식을 일컫는 EGOT 중 하나이다.
첫 수상은 1949년이며, 현존하는 여러 에미상 시상식들 중 "에미상"이라 하면 일반적으로 프라임타임 에미상을 일컫는다.

## 같이 보기
- TCA 어워드
- 영국 아카데미 텔레비전상